# Hajany (district de Strakonice)
Pour les articles homonymes, voir Hajany.
Hajany (jusqu'en 1924 : Hájany ; en allemand : Hajan) est une commune du district de Strakonice, dans la région de Bohême-du-Sud, en République tchèque. Sa population s'élevait à 137 habitants en 2020.

## Géographie
Hajany se trouve à 5 km au nord-ouest de Blatná, à 22 km au nord de Strakonice, à 71 km au nord-ouest de České Budějovice et à 83 km au sud-ouest de Prague.
La commune est limitée par Kocelovice au nord, par Chlum à l'est, par Blatná au sud et par Tchořovice à l'ouest.

## Histoire
La première mention écrite du village date de 1318.